# Freie Hochschule Stuttgart
Die Freie Hochschule Stuttgart – Seminar für Waldorfpädagogik ist eine anthroposophisch geprägte, pädagogische private Hochschule mit Studiengängen für die Ausbildung von Lehrerinnen und Lehrern an Waldorfschulen. Sie wurde 1999 als wissenschaftliche Hochschule staatlich anerkannt.

## Geschichte
1928 begann die Freie Hochschule Stuttgart mit der seminaristischen Ausbildung von Waldorflehrern. Die erste Waldorfschule begann ihre Tätigkeit unter der Leitung von Rudolf Steiner im September 1919 auf der Uhlandshöhe in Stuttgart. Für die sich schnell ausbreitende Waldorfpädagogik begannen erfahrene Waldorflehrer damit, Kurse im Sinne des erziehungskünstlerischen Ansatzes der Waldorfschulen anzubieten.
Nach der zwangsweisen Schließung durch die Nationalsozialisten 1938 wurden die Weiterbildungskurse 1945 wieder aufgenommen. Die Freie Hochschule war bis in die 1970er Jahre hinein die einzige derartige Ausbildungsstelle für Waldorfpädagogik in Deutschland. Ergänzend zu den postgradualen Ausbildungen wurde 1973 ein grundständiger Studiengang für Klassenlehrer an Waldorfschulen eingerichtet. 1983 wurde das Angebot um Ausbildungskurse für Oberstufenlehrer erweitert. Aus der langjährigen Zusammenarbeit mit dem Eurythmeum Stuttgart erwuchs die Eurythmielehrerausbildung.

## Anerkennung
Seit 1999 sind die grundständige Ausbildung zum Klassenlehrer an Waldorfschulen sowie die Aufbau- und Ergänzungsstudiengänge vom Wissenschaftsministerium Baden-Württembergs unbefristet staatlich anerkannt. Für die seminaristischen Aus- und Weiterbildungskurse ist das Seminar für Waldorfpädagogik Höhere Fachschule.
Im Rahmen des Bologna-Prozesses der Europäischen Union hat die Freie Hochschule Stuttgart in den Jahren 2009 bis 2011 ihre bisherigen Diplom-Studiengänge in modularisierte Bachelor- bzw. Master-Studiengänge umgewandelt und akkreditieren lassen.

## Studiengänge
- Bachelor „Waldorfpädagogik“ (Bachelor of Arts, 3 Jahre)
- Master „Klassen- und Fachlehrer*in in der Waldorfschule“ (konsekutiv) (Master of Arts, 2 Jahre)
- Master „Klassen- und Fachlehrer*in in der Waldorfschule“ (nicht konsekutiv) (Master of Arts, 3 Semester)
- Master  „Klassen- und Fachlehrer*in in der Waldorfschule“ (nicht konsekutiv) in der Variante Teilzeit (Master of Arts, 6 Semester)
- Master „Oberstufenlehrer*in in der Waldorfschule“ (Master of Arts, 3 Semester)
- Master „Oberstufenlehrer*in in der Waldorfschule“ in der Variante Teilzeit (Master of Arts, 6 Semester)
- Bachelor „Eurythmie mit pädagogischer Basisqualifikation“ (in Kooperation mit dem Eurythmeum Stuttgart) (Bachelor of Arts, 4 Jahre)
- Master „Eurythmiepädagogik“ (in Kooperation mit dem Eurythmeum Stuttgart) (Master of Arts, 1 Jahr)

- Seminaraus- und -weiterbildung zum „Fachlehrer*in an Waldorfschulen“ (für Fremdsprachen, Gartenbau, Handarbeit, Bildende Kunst, Musik, Sport, Werken) (2–3 Jahre)